# Crateri di 101955 Bennu
Segue una lista dei crateri d'impatto presenti sulla superficie di 101955 Bennu. La nomenclatura di 101955 Bennu è regolata dall'Unione Astronomica Internazionale; la lista contiene solo formazioni esogeologiche ufficialmente riconosciute da tale istituzione.
I crateri di Bennu portano i nomi di creature volatili e luoghi ad esse associati nei miti di varie culture.
Sono tutte stati identificati durante la missione della sonda OSIRIS-REx, l'unica ad avere finora raggiunto Bennu.

## Prospetto
| Cratere   | Eponimo | Latitudine | Longitudine | Diametro |
| --------- | --- | ---------- | ----------- | -------- |
| Alicanto  | Alicanto - Uccello che si nutre di oro e argento, il che gli dona ali irridescenti ma lo rende incapace di volare per il peso, presente nella mitologia cilena. | 0,08° S    | 111,93° E   | 61 m     |
| Bralgah   | Bralgah - Gru che rubò un uovo dal nido dell'emù Dinewan poi trasformatosi nel sole nella mitologia aborigena australiana.                                      | 44,36° S   | 324,99° E   | 69 m     |
| Dinewan   | Dinewan - Emù un cui uovo si trasformò nel sole nella mitologia aborigena australiana..                                                                         | 41,40° S   | 323,70° E   | 10 m     |
| Hokioi    | Hokioi - Enorme uccello che vive sempre in cielo senza mai toccare terra nelle leggende maori.                                                                  | 55,07° N   | 41,78° E    | 28 m     |
| Huhuk     | Huhuk - Uccello dal lungo collo e dalla coda frastagliata e bifurcata che genera i tuoni sbattendo le ali nelle leggende dei Pawnee.                            | 1,12° S    | 152,30° E   | 75 m     |
| Lilitu    | Lilitu - Demone notturno raffigurato come donna alata i cui piedi sono artigli da rapace nella mitologia mesopotamica.                                          | 26,13° S   | 115,36° E   | 28 m     |
| Minokawa  | Minokawa - Enorme uccello, che posto dall'inizio dei tempi oltre l'orizzonte dell'oriente, causa le eclissi lunari nei miti dei Bagobo.                         | 8,79° S    | 269,10° E   | 181,1 m  |
| Ohnivak   | Ohnivak - Uccello di fuoco presente nelle leggende di varie popolazioni slave.                                                                                  | 4,23° S    | 125,67° E   | 41 m     |
| Pegasus   | Pegaso - Cavallo alato della mitologia greca. | 23,53° N   | 329,83° E   | 14 m     |
| Sampati   | Sampāti - Avvoltoio le cui ali sono state bruciate dal Sole quando vi si avvicinò troppo durante una gara di volo con il fratello nella mitologia induista.     | 19,02° S   | 97,34° E    | 11 m     |
| Wuchowsen | Wuchowsen - Uccello gigante che genera i venti sbattendo le ali mentre sta appoggiato una roccia al limite del ciello nell'estremo nord nei miti algonchini.    | 11,78° N   | 88,13° E    | 20 m     |
| Wututu    | Wututu - Mitico uccello che pose fine ad una perdurante siccità rappacificando due dei in lite tra loro nelle leggende dei Fon.                                 | 17,03° S   | 84,34° E    | 13 m     |